# Klosterweg (Weimar)

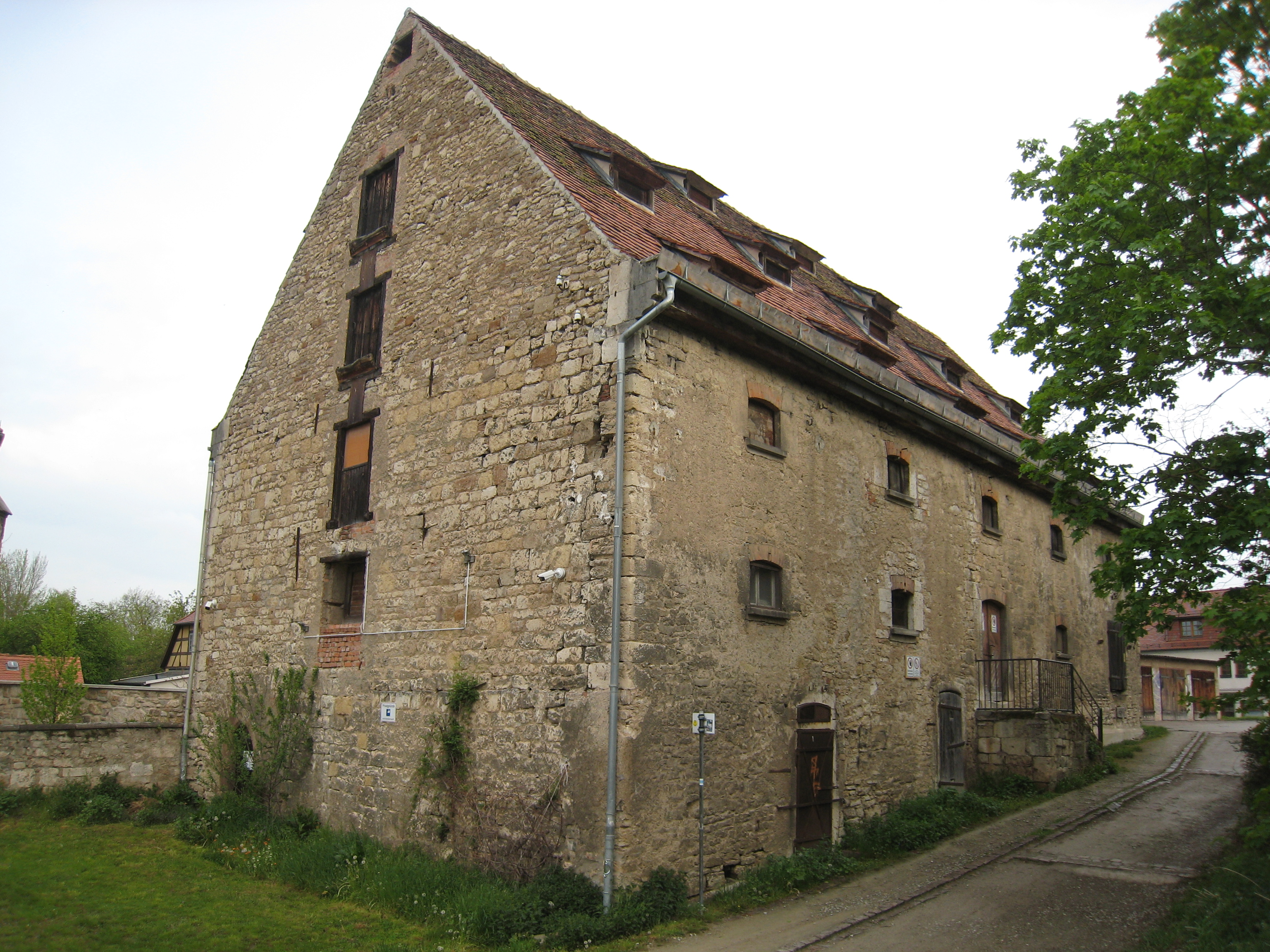
Ehemaliger Klosterspeicher in Oberweimar

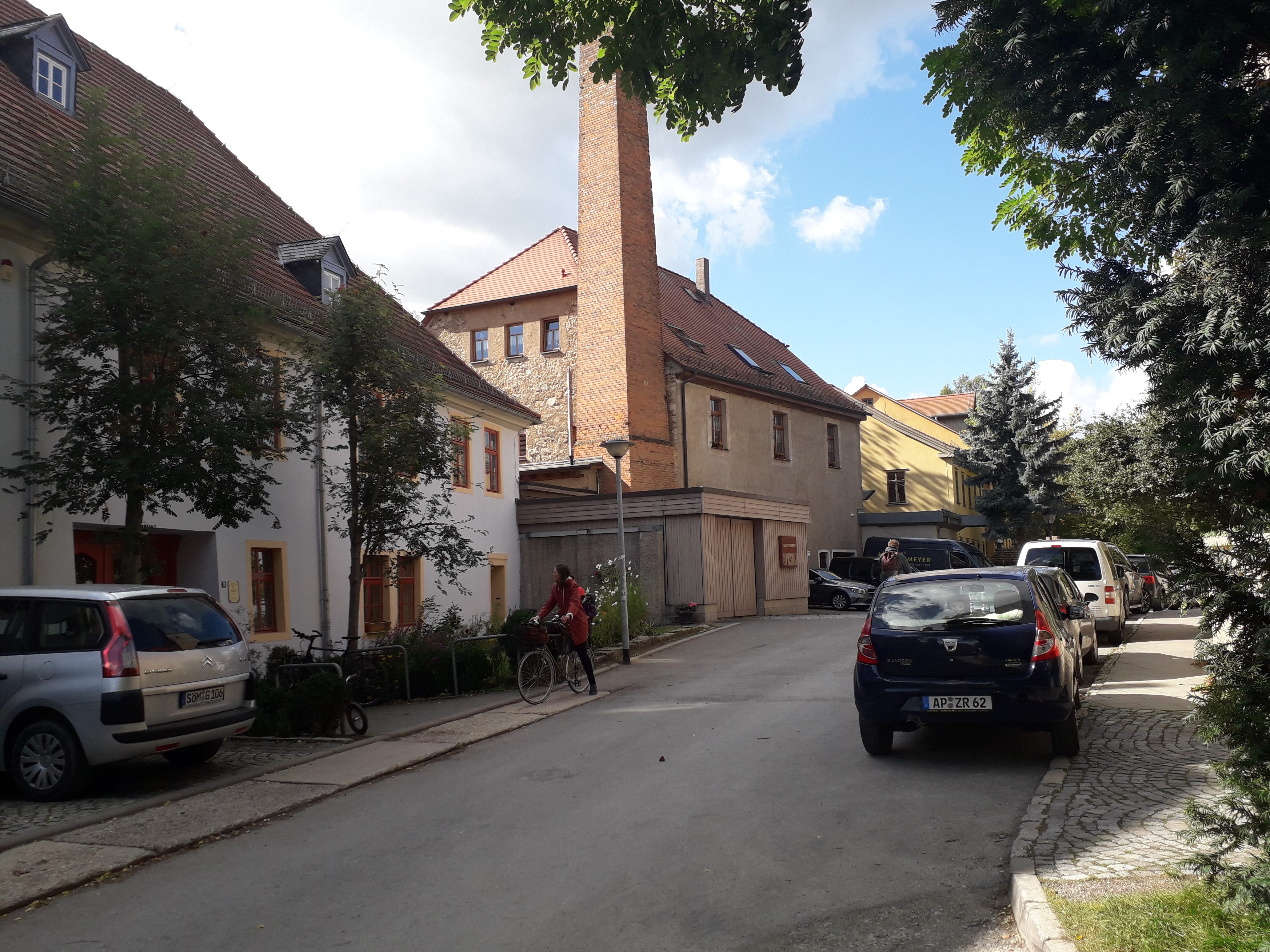
Ehemalige Klostermühle in Oberweimar, Dampfbetriebene Mühle ab 1880

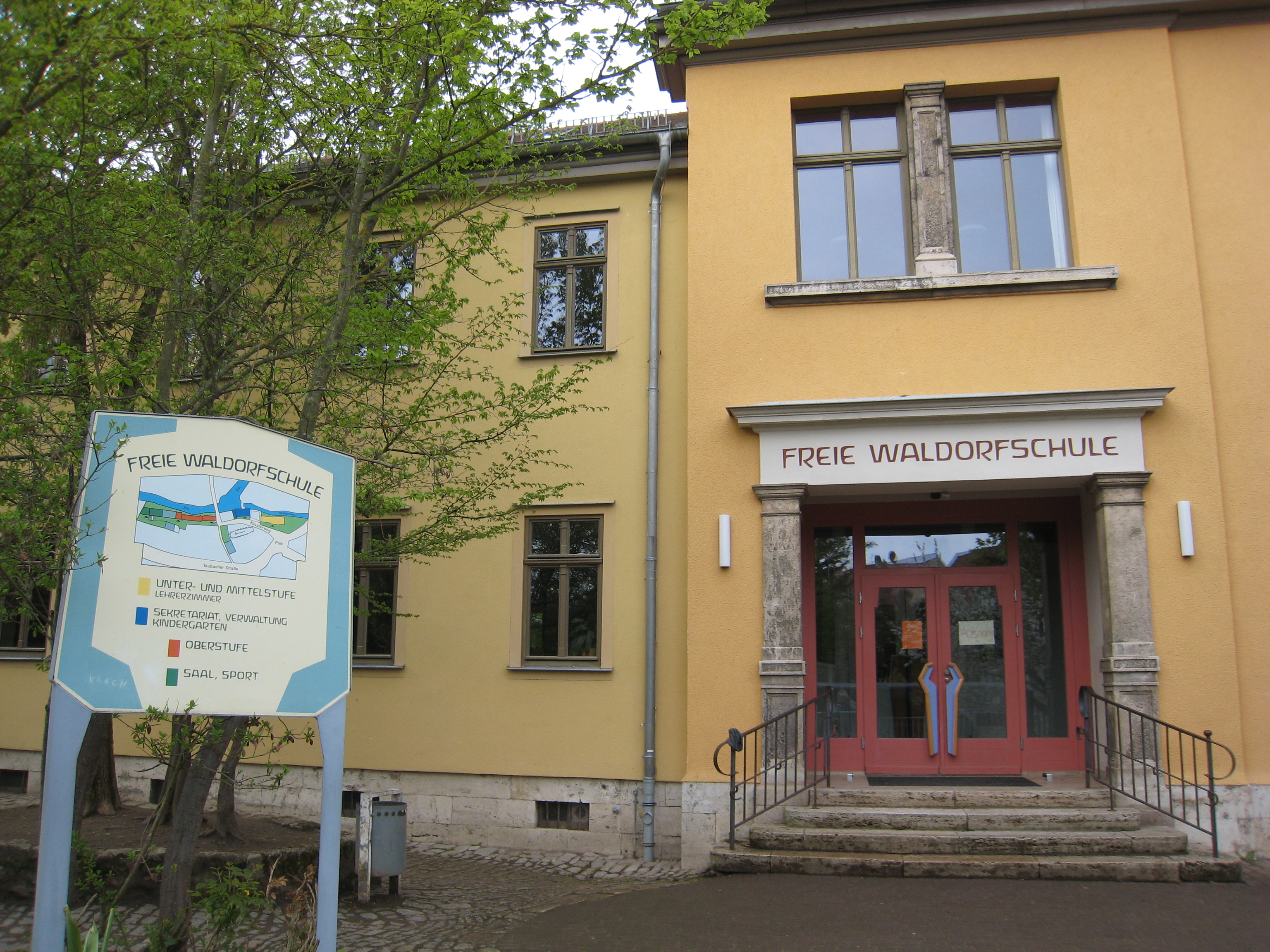
Freie Waldorfschule, Klosterweg 8

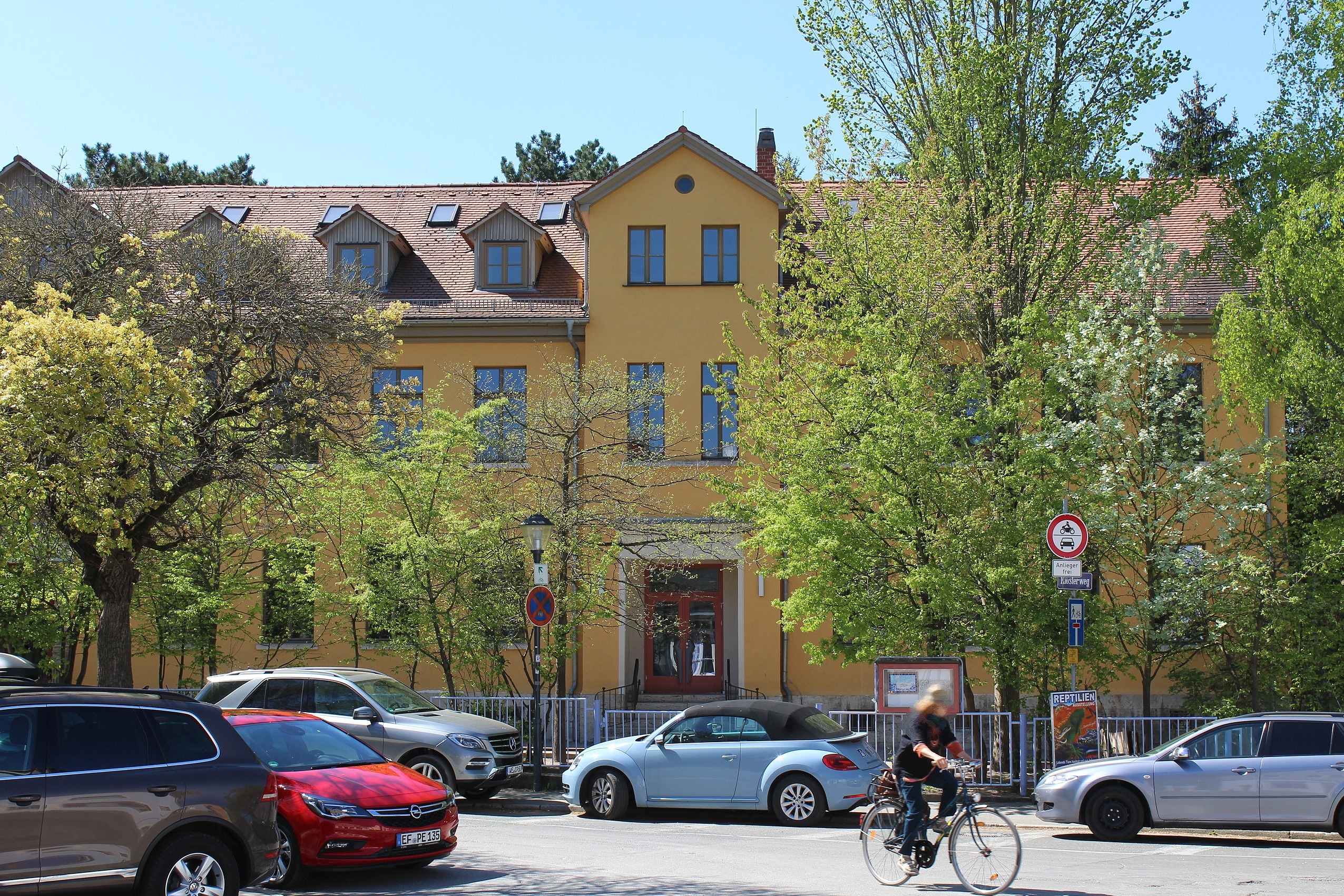
Waldorfschule

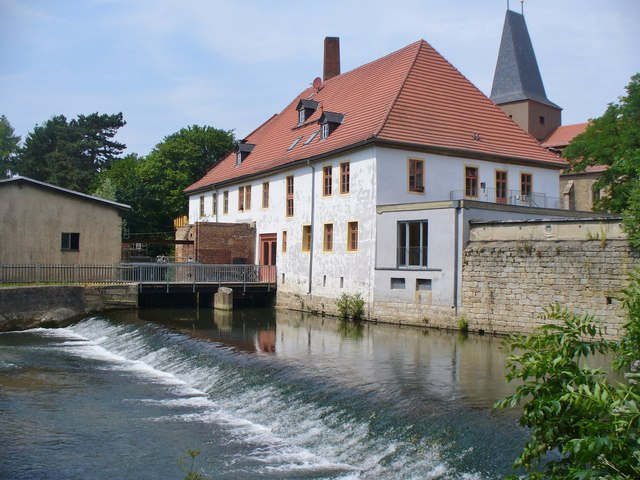
Wehr in Oberweimar und Klostermühle

Der Klosterweg liegt im Weimarer Ortsteil Oberweimar und beginnt am Plan. Er ist eine Anliegerstraße, welche seit ca. 1905 so benannt wurde und über einen kleinen Pfad mit der Taubacher Straße verbunden ist. 
Das namensgebende Kloster Oberweimar war von 1244 bis 1525 ein Kloster zuerst der Zisterzienserinnen, ab 1500 der Benediktinerinnen, in Oberweimar. An weiteren denkmalgeschützten Gebäuden ist die Kirche St. Peter und Paul zu nennen. Nach der Reformation erfolgte die Umwandlung in ein Kammergut. Die Klostermühle bzw. die Papiermühle von Oberweimar wurde durch den Papierbach angetrieben. An der Ilm ist dort ein Wehr und das Kammergut (Klosterweg 5). An der Klostermühle (Klosterweg 8) vorbei befindet sich eine Brücke zum Pappelgraben, die die Ilm in Richtung Ehringsdorf überquert. Der Klosterweg inklusive dieser Brücke steht auf der Liste der Kulturdenkmale in Weimar. Der Klosterweg einschließlich der Brücke über die hin zur Pappelallee steht auf der Liste der Kulturdenkmale in Weimar (Ortsteile) bzw. Liste der Kulturdenkmale in Oberweimar (Thüringen). Der weiterführende Weg heißt Pappelallee. An wichtigen Einrichtungen ist weiterhin noch die Freie Waldorf-Schule zu nennen, die sich mit der Hausnummer 8 am nördlichen Eingang zum Klosterweg befindet.